# Stazione di Heidelberg Centrale
La stazione di Heidelberg Centrale (in tedesco Heidelberg Hbf) è la principale stazione ferroviaria della città tedesca di Heidelberg.

## Storia
La stazione originaria era un impianto di testa posto nelle vicinanze del centro cittadino; poiché tali caratteristiche risultavano dannose sia per lo sviluppo urbano sia per il traffico ferroviario, fino dal 1873 ne era stato proposto a più riprese lo spostamento in un'area più periferica e la sua ricostruzione con configurazione passante; i lavori iniziarono nel 1902 con lo scavo della nuova sede ferroviaria in trincea, ma rimasero a lungo incompiuti a causa delle due guerre mondiali.
Nel gennaio 1950 la direzione ferroviaria di Stoccarda decise di completare i lavori, dando inizio alla costruzione del fabbricato viaggiatori su progetto degli architetti Helmuth Conradi e Heinz Dutschmann, attivi presso le direzioni ferroviarie rispettivamente di Stoccarda e di Karlsruhe. La nuova stazione venne infine inaugurata il 5 maggio 1955 alla presenza del presidente federale Theodor Heuss.

## Strutture e impianti
Il piazzale ferroviario, posto in trincea profonda circa 6 metri sotto il piano stradale, conta otto binari serviti da cinque banchine.
Il fabbricato viaggiatori, di grandi dimensioni e di forme moderne, è costituito da un lungo corpo di fabbrica parallelo ai binari contenente i locali di servizio, e da un corpo principale vetrato, inclinato di 130°, che contiene il salone d'ingresso e i più importanti servizi per i viaggiatori. L'accesso ai binari avviene attraverso un soprapassaggio chiuso lateralmente da vetrate e largo nove metri.

## Galleria d'immagini

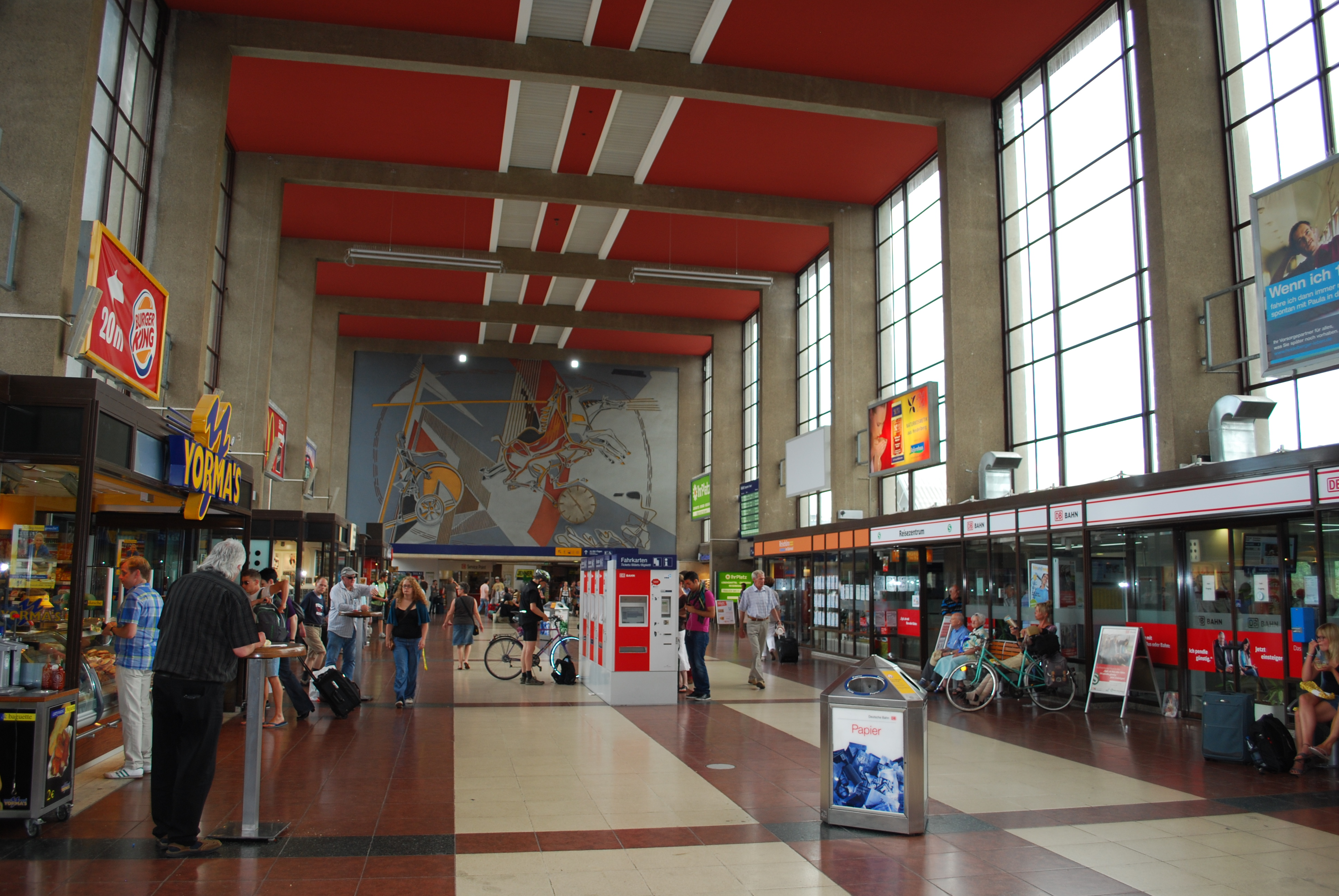
Il salone d'ingresso
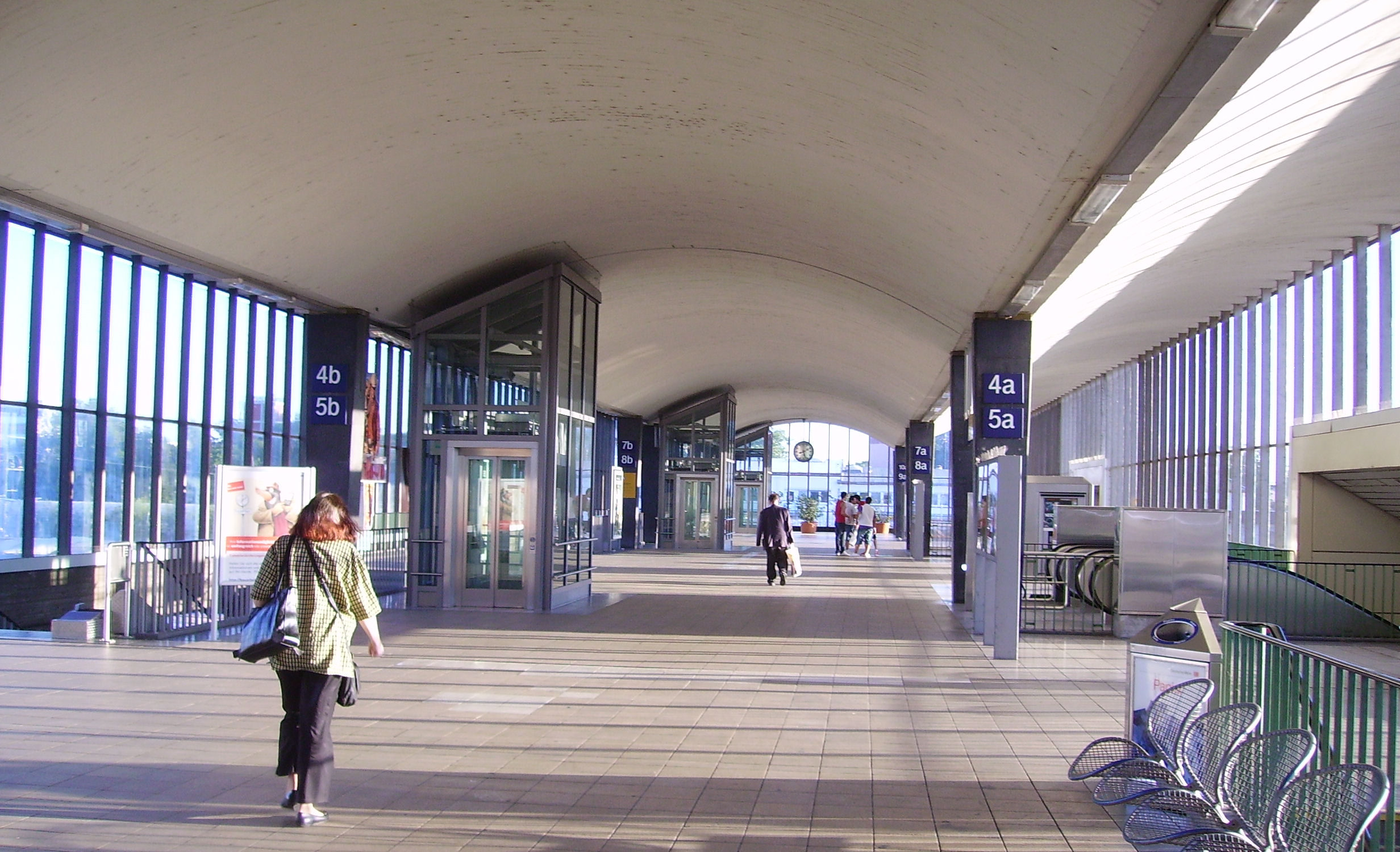
Il soprapassaggio d'accesso ai binari

### Esplicative
1. ↑  Abbreviazione di Heidelberg Hauptbahnhof, letteralmente "Heidelberg stazione principale".

### Bibliografiche
1. 1 2 3  Schack (2004), p. 29.
2. 1 2  Schack (2004), p. 33.
3. ↑  Schack (2004), p. 31.